# Sphenomorphus taiwanensis
Sphenomorphus taiwanensis — вид сцинкоподібних ящірок родини сцинкових (Scincidae). Ендемік Тайваню.

## Поширення і екологія
Sphenomorphus taiwanensis мешкають у центральних районах острова Тайвань. Вони живуть на відкритих скелястих ділянках поблизу тропічних лісів, на висоті від 1800 до 3200 м над рівнем моря. Відкладають яйця, у кладці 4—6 яєць.